# Rachidiscodes
Rachidiscodes är ett släkte av skalbaggar. Rachidiscodes ingår i familjen vivlar.
Kladogram enligt Catalogue of Life:
| Rachidiscodes | \| \| Rachidiscodes altipennis \| \| \| \| \| \| Rachidiscodes glaber \| \| \| \| \| \| Rachidiscodes glabrus \| \| \| \| |
|               | \| \| Rachidiscodes altipennis \| \| \| \| \| \| Rachidiscodes glaber \| \| \| \| \| \| Rachidiscodes glabrus \| \| \| \| |
|               | Rachidiscodes altipennis                                                                                                  |
|               | |
|               | Rachidiscodes glaber |
|               | |
|               | Rachidiscodes glabrus |
|               | |